# 德米特里·波戈列雷
德米特里·维克托罗维奇·波戈列雷（羅馬化：Dmitriy Viktorovich Pogorelyy；1977年10月4日—）是俄罗斯政治人物，第八届国家杜马代表。
2003年，波戈列雷获得了司法科学副博士学位。2003年至2008年，他在亚马尔-涅涅茨自治区检察官办公室担任高级助理检察官。2010年至2021年，波戈列雷担任亚马尔-涅涅茨自治区国家和法律部主任。2021年9月起，他担任第八届国家杜马代表。

## 制裁
波戈列雷于2022年因俄乌战争而受到英国政府制裁。